# Fabrizio Dionigi Ruffo

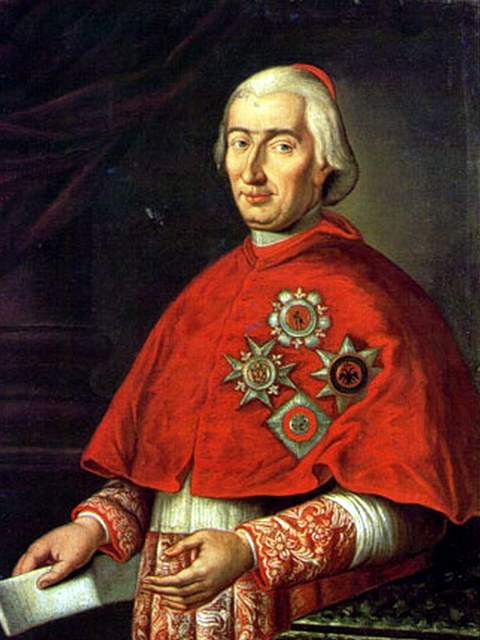
Fabrizio Kardinal Ruffo (Gemälde von Ambito Napoletano, um 1805, Certosa di San Martino)

Kardinalswappen

Fabrizio Dionigi Ruffo (* 16. September 1744 in San Lucido bei Neapel; † 13. Dezember 1827 in Neapel) war ein Kardinal der katholischen Kirche.

## Leben
Ruffo wurde 1748 von seinem Großonkel, Kardinaldekan Tommaso Ruffo, nach Rom geschickt, um zu studieren. Im September 1767 wurde er Doktor beider Rechte. Papst Clemens XIII. verlieh ihm schon 1764 den Titel eines päpstlichen Hausprälaten. 1767 wurde der Jurist Referent an der Römischen Rota, 1775 ernannte ihn der neue Papst Pius VI. ihn zum Kommendatarabt von San Filippo d’Argiro. Als einer der engsten Vertrauten des Papstes wurde er einige Jahre später auch päpstlicher Schatzmeister.
Papst Pius VI. ernannte Ruffo im September 1791 zum Kardinal in pectore. Dies wurde im Februar 1794 publiziert, worauf er am 12. September des gleichen Jahres als Kardinaldiakon von Sant’Angelo in Pescheria installiert wurde. Zu diesem Zeitpunkt war er ohne Weihen, erst später erhielt er die Weihe zum Diakon.
Er folgte König Ferdinand IV. von Neapel in sein Exil nach Palermo auf Sizilien, als die République Parthénopéenne ausgerufen wurde, und wurde von diesem im Januar 1799 zum Generalvikar des Königreichs berufen. Er kehrte einen Monat später heimlich auf das italienische Festland zurück, um die Opposition gegen das französische Regime zu stärken, und rief die reaktionäre Bewegung Sanfediste ins Leben. Ruffo organisierte die Aufstände von Apulien und Kalabrien. Kardinal Giuseppe Maria Capece Zurlo, (OTheat), der zu dieser Zeit Erzbischof von Neapel war, versuchte hingegen, einen allgemeinen Aufstand zu verhindern. Kardinal Ruffo nahm am Konklave 1799–1800 teil, wobei er eine Schlüsselrolle bei der Wahl Papst Pius’ VII. gespielt haben soll. Im Jahre 1800 übernahm er auch die Titeldiakonie Santa Maria in Cosmedin. Im Jahre 1801 akzeptierte er die napoleonische Herrschaft über Neapel und war kurze Zeit Minister. Er wohnte 1810 der Heirat von Napoléon Bonaparte und Marie-Louise von Österreich bei. 1814 kehrte er nach Neapel zurück und restaurierte seine dortige Residenz. Von 1821 bis zu seinem Tod war er Kardinalprotodiakon. Ebenfalls 1821 übernahm er die Titeldiakonie Santa Maria in Via Lata.
Er nahm erneut am Konklave 1823 teil, das Papst Leo XII. erwählte. Er leitete als Kardinalprotodiakon auch die Krönung des neuen Papstes.
Kardinal Ruffo war Ehren- und Devotions-Großkreuz-Bailli des Souveränen Malteserordens und von 1817 bis 1827 Großprior des Großpriorates von Rom des Malteserordens.
Aus dem gleichen Geschlecht wie Ruffo stammten neben Tommaso Ruffo die Kardinäle Antonio Maria Ruffo, Luigi Ruffo Scilla und Fulco Luigi Ruffo-Scilla.